# Robert Warren Miller
Pour les articles homonymes, voir Robert Miller et Miller.
Robert Warren Miller, plus connu sous le nom de Bob Miller, né le 23 mai 1933 à Quincy, dans le Massachusetts, est un homme d'affaires et skipper américano-britannique. Milliardaire, il est le cofondateur du Duty Free Shoppers Group (DFS).

## Famille
Robert W. Miller est le fils de l’Américain Ellis Warren Appleton Miller (1898-1986) et de la Canadienne Sophia « Sophie » June Squarebriggs (1899-1998). Par son père, il descend de trois couples passagers du Mayflower ainsi que d’un autre passager de ce navire, alors célibataire,.
Robert W. Miller est l’époux de l’Équatorienne María Clara « Chantal » Pesantes Becerra (1940), fille de Servando Pesantes Chanduy et de Beatriz Becerra.
Le couple a trois filles, connues dans la presse anglo-saxonne comme les « Sœurs Miller » : 
- Pia Miller (1966), qui épouse en 1992 le multi-millionnaire américain Christopher Getty (1965), petit-fils de Jean Paul Getty, et avec lequel elle a quatre enfants, avant de divorcer ;
- Marie-Chantal Miller (1968), qui épouse en 1995 le diadoque Paul de Grèce (1967), fils aîné du roi Constantin II et de la reine Anne-Marie de Grèce, et avec lequel elle a cinq enfants ;
- Alexandra Miller (1972), qui épouse en 1995 le prince Alexandre de Fürstenberg (en) (1970), fils du prince Egon et de Diane de Fürstenberg, et avec lequel elle a deux enfants, avant de divorcer.

## Biographie

### Jeunesse et formation
Vétéran de la guerre de Corée, Robert W. Miller intègre, après le conflit, l’École de Management hôtelier de l’université Cornell.

### Roi duduty-free
À une époque où le concept des boutiques hors taxes existe à peine, Robert W. Miller fonde, avec Chuck Feeney, le Duty Free Shoppers Group (DFS), le 7 novembre 1960. La société est basée à Hong Kong mais s’étend rapidement en Europe et sur d’autres continents puis devient la plus importante compagnie de vente aux voyageurs. Dès la première moitié des années 1960, la société connaît son premier succès en acquérant le monopole des concessions de duty free dans les îles Hawaï.
En 1996, le DFS est racheté par la société Louis Vuitton pour 1,63 milliard de dollars mais Robert W. Miller conserve encore 31 % de la société.
Aujourd'hui, Robert Miller est considéré comme la 68e personne la plus riche du Royaume-Uni mais était à la 22e position en 2003.

### Résidence
Aujourd’hui citoyen britannique, Robert W. Miller réside toujours à Hong Kong mais effectue de longs séjours au Royaume-Uni, à Gstaad, à Paris et à New York.

## Records de navigation
Le 24 octobre 1998, le Mari-Cha III, voilier monocoque de 44,7 mètres appartenant à Miller, skippé par lui-même, bat le record de la traversée de l'Atlantique nord en 8 j 23 h 59 min 41 s.
En octobre 2003, le Mari-Cha IV, le yacht de Miller, remporta le record du monde de vitesse pour la traversée de l’Atlantique et parcourt la plus grande distance jamais effectuée en 24 heures. L’équipage du yacht comptait alors le diadoque Paul de Grèce, gendre de Miller.